# Benedetto Erba-Odescalchi

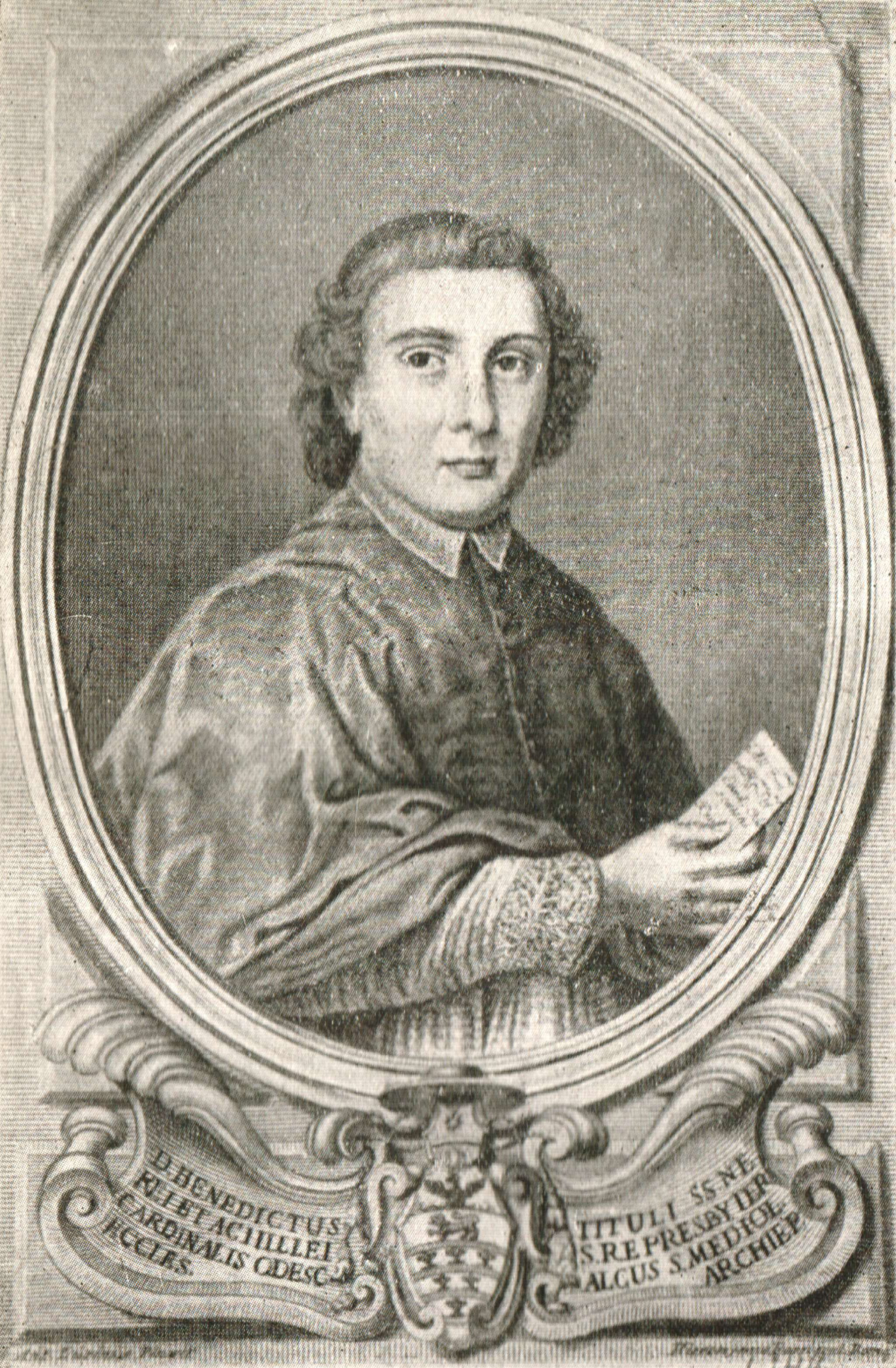
Kardinaal Erba-Odescalchi

Benedetto Gaetano Giuseppe Erba-Odescalchi (Como, 7 augustus 1679 – Milaan, 13 december 1740) was ambassadeur van de paus in Polen, alsook aartsbisschop van Milaan (1712-1736) en kardinaal (1713-1740).

## Levensloop

### Jonge jaren
Zijn ouders behoorden tot de Milanese stadsadel. Zijn vader was Antonio Maria Erba, markies van Mondonico en zijn moeder Teresa Turconi. Zijn grootoom was paus Innocentius XI. Erba en al zijn broers kregen de tweede familienaam Odescalchi van een neef die kinderloos gebleven was. Na theologiestudies in Milaan en Rome, trok Erba naar de universiteit van Pavia. Hij behaalde er de doctorstitel in de beide rechten: kerkelijk recht en burgerlijk recht (1700).

### Rome
Erba verbleef in Rome van 1706-1709. Vanaf 1706 werkte hij immers aan een kerkelijke rechtbank in Rome; hij droeg de titel van pauselijk huisprelaat. Vervolgens trok hij in diplomatieke dienst van de paus naar de steden Ferrara (1709-1710) en Bologna (1710-1711).

### Warschau

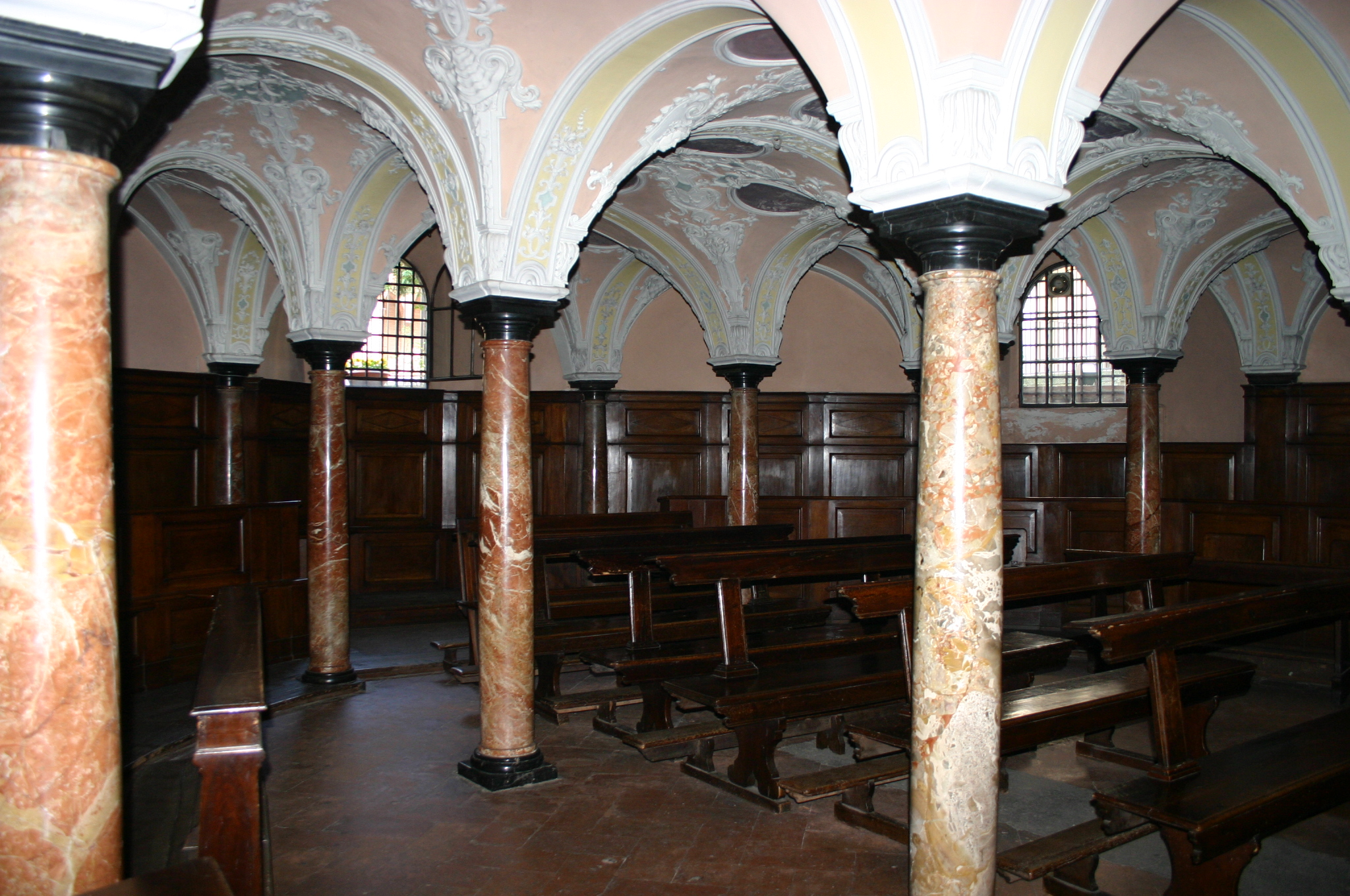
Hij restaureerde de basiliek van de Heilige Ambrosius (Milaan)

Erba kreeg een bevordering tot nuntius en dit bij de koning van Polen (1711). Het was het hoogtepunt van zijn diplomatieke carrière. In 1711 ontving Erba de priesterwijding en de wijding tot titulair aartsbisschop van Tessalonica. Hij trok naar Warschau (1712). Tevens ontving hij in hetzelfde jaar 1712 het ambt van aartsbisschop van Milaan omwille van het overlijden van zijn voorganger. Erba bleef evenwel nuntius in Warschau. In Warschau ontving hij de kardinaalshoed uit handen van koning August II van Polen, die de hoed ontvangen had van paus Clemens XI (1713).

### Milaan
Vanaf 1714 bestuurde hij het aartsbisdom Milaan, wat hij begon met een pompeuze intocht in de stad. Hij had zijn paleis in de Via Unione. Als kardinaal-priester had hij de titelkerk van Santi Nereo e Achilleo (1715-1725) en Santi XII Apostoli (1725-1740) in Rome. Aartsbisschop Erba liet zich inspireren door de werken van Carolus Borromeus en Franciscus van Sales. Hij omschreef zichzelf als een evangelische landbouwer. Theoretische geschriften zijn van hem niet bewaard, wel brieven en verslagen van pastorale bezoeken. Zijn bezoeken hadden tot doel misbruiken bij de clerus aan te klagen. Erba verbood hen namelijk betalingen te ontvangen bij het uitreiken van de sacramenten. Hij stuurde aan op hervorming bij de clerus, wat hij verder overliet aan de oblaten in Rho, een voorstad van Milaan (1721). Binnen de stad Milaan drong hij aan om de feestelijkheden bij carnaval in te perken. Hij restaureerde de basiliek van de Heilige Ambrosius.

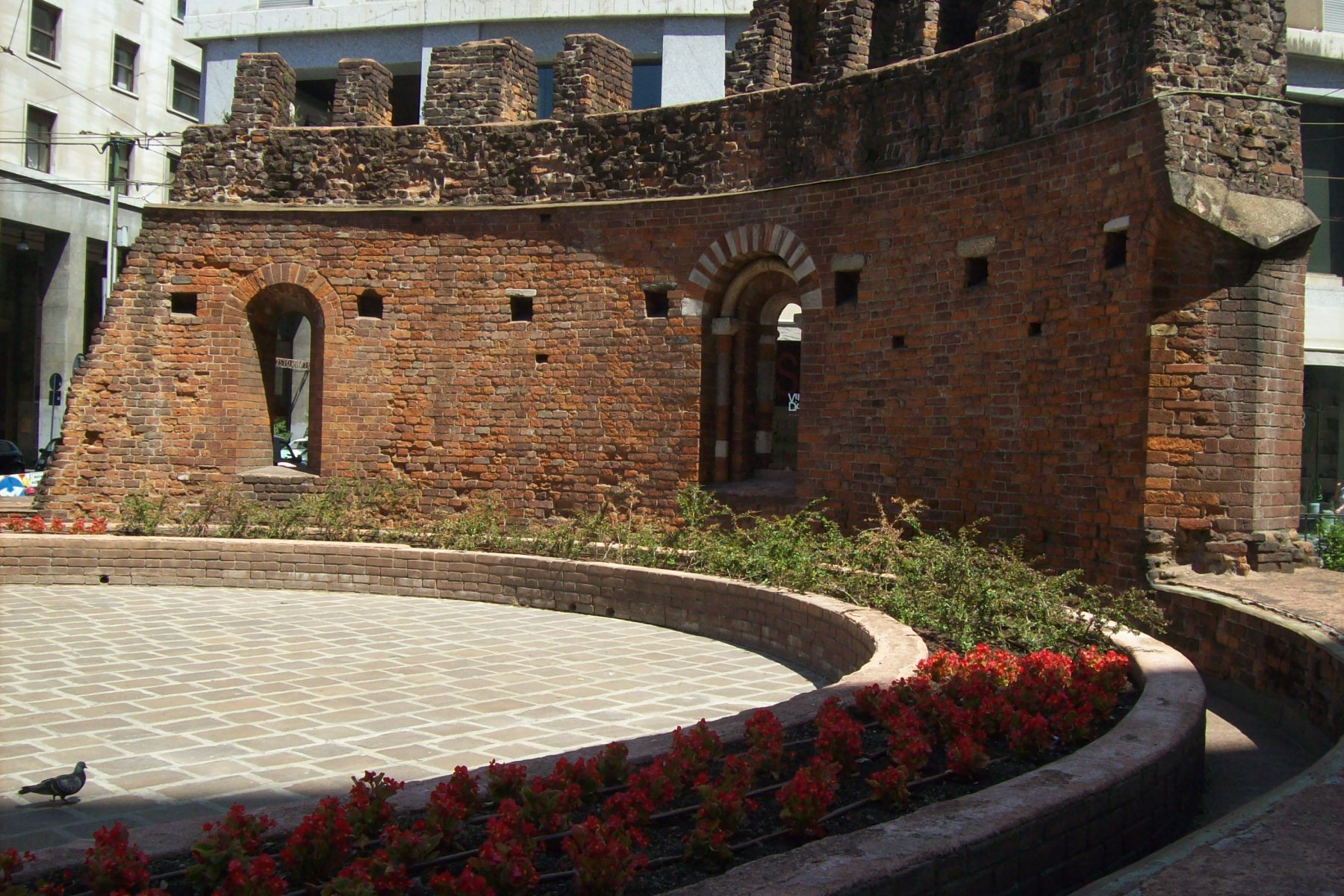
Eerste begraafplaats: San Giovanni in Conca (Milaan)

Van 1733 tot 1736 bezetten troepen uit Frankrijk en Piëmont-Sardinië Milaan. Er brak hongersnood uit in Milaan en het aartsbisdom functioneerde nauwelijks nog.
Wegens ziekte trad Erba af als aartsbisschop in 1736. Hij werd verder verzorgd in paleizen van zijn familie, waar hij stierf in 1740.

## Graf
Hij werd begraven in de kerk van San Giovanni in Conca in Milaan. Na de afbraak van deze kerk in 1949 werden de stoffelijke resten overgebracht naar de Dom van Milaan.
- Bibliothèque nationale de France: cb17792968s (data)
- Gemeinsame Normdatei: 12207100X
- International Standard Name Identifier: 0000 0001 2277 9412
- Library of Congress Control Number: nr2001032840
- Nationale Bibliotheek van Tsjechië: ola2014833852
- Istituto Centrale per il Catalogo Unico: BVEV129696
- Système universitaire de documentation: 145605167
- Union List of Artist Names: 500354213
- Virtual International Authority File: 30409863
- WorldCat: E39PBJcwBXC8VJVp8CGCRMh4MP